# Загадочный наследник
«Загадочный наследник» — советская двухсерийная кинодрама Тамары Лисициан.

## Сюжет
Молодой советский художник Бурцев приезжает в Париж по поводу наследства, которое оставил ему родной дядя, уехавший во Францию с первой волной эмигрантов. Наследство — крупная коллекция предметов искусства, и Бурцев планирует подарить её городу Мценску, где родился покойный. Во Франции ему приходится столкнуться с эмигрантскими кругами, где его ожидает неприязнь и противодействие одних, заинтересованных в наследстве и ненавидящих СССР, и открытые симпатии других — старика Ерихонова и его дочери Аси, полюбившей Бурцева. Коллекция похищена, но благодаря решимости Бурцева и помощи друзей, всё заканчивается благополучно.

## В ролях
- Владимир Ильин — Степан Николаевич Бурцев
- Ингеборга Дапкунайте — Ася Ерихонова
- Иннокентий Смоктуновский — Василий Григорьевич Ерихонов, эмигрант, отец Аси
- Ирина Скобцева — Полина Андреевна Батистова
- Леонид Броневой — Алексей Миронович Лизовский, нотариус
- Геннадий Гарбук — Павел Анисимович Кузовкин
- Александр Пашутин — Роман Демьянович Алыров
- Николай Анненков — Яков Степанович Бурцев
- Тамара Сёмина — Клавдия Ерёмина
- Юрий Соломин — Олег Сергеевич Зыкин, сотрудник советского консульства
- Евгения Ханаева — Глаша
- Владимир Седов — историк, попутчик
- Витаутас Томкус — Фрэнк
- Владимир Головин — Сергей Викторович Скабржевский, скульптор, кладбищенский ремесленник
- Лидия Андреева — Вера Алексеевна Строгова, галеристка
- Игорь Ливанов — доктор Пегов, влюблённый в Асю
- Галина Петрова — Роза
- Олег Вавилов — Илья
- Александр Соколов — Борис Балдин
- Серёжа Гусак — Миша, сын Розы и Ильи
- Валерий Погорельцев — Игорь Маслов, художник
- Александр Леньков — Грязнов, продажный журналист эмигрантской газеты
- Илья Рутберг — сотрудник эмиграционной службы, работающий на Фрэнка (в титрах указан как И. Рудберг)
- Сергей Сибель — работник посольства
- Владимир Пицек — член худсовета
- Евгений Воскресенский — Жорж Брион-Шерстобитов, провокатор (нет в титрах)
- Евгений Марков — член худсовета (нет в титрах)
- Вадим Александров — Перехватов, сотрудник эмигрантской газеты (нет в титрах)
- Галина Левченко — Ольга Давыдовна (нет в титрах)
- Давид Виницкий (в титрах указан как Д.Винницкий)

## Съёмочная группа
- Авторы сценария — Вячеслав Костиков, Тамара Лисициан
- Режиссёр — Тамара Лисициан
- Оператор — Михаил Демуров, Виктор Эпштейн-Стрельцын
- Композитор — Игорь Ефремов
- Художник — Давид Виницкий
- Директор фильма — Борис Криштул